# Gerundium
Gerundium (lat. gerere „vollbringen“, gerundus (ältere Form für gerendus) „auszuführend“, als Substantiv Neutrum gerundium „das Auszuführende“) ist ursprünglich ein Begriff aus der lateinischen Grammatik, wo er ein Verbalsubstantiv bezeichnet, das bei der Deklination des Infinitivs die fehlenden Fälle (Kasus) vertritt.
Die Bezeichnung wird alternativ zu anderen Bezeichnungen in zahlreichen Sprachen verwendet, ohne immer deckungsgleich mit der Verwendung im Lateinischen zu sein.
Folgende Anwendungen sind die häufigsten:
- Englisch: Verbalsubstantiv.
- Slawische Sprachen, baltische Sprachen: alternative Bezeichnung für die Adverbialpartizipien.
- Sanskrit: adverbial gebrauchtes Gerundium ohne Kasusbezug zu anderen Satzteilen (s. Absolutivum).
- Turksprachen u. a.: spezielle nicht-finite Formen zum Ausdruck von Adverbialsätzen, s. Konverb.

## Latein
Im Lateinischen ist das Gerundium ein Verbalsubstantiv. Es ergänzt die substantivische Verwendung der Infinitivform, da die Infinitivform im Lateinischen nur als Nominativ oder präpositionsloser Akkusativ substantivisch verwendet werden kann. Die fehlenden Kasus (Fälle), die sogenannten cāsūs oblīquī Genitiv, Dativ, Akkusativ nach Präposition und Ablativ, werden dann vom Gerundium übernommen.
Beispiele für den substantivierten Infinitiv:
- Nominativ: Cantāre mē dēlectat. „Singen (das Singen) erfreut mich.“
- Akkusativ: Didicī cantāre. „Ich lernte singen (das Singen).“

Beispiele für das Gerundium als Ersatzform für die fehlenden Fälle (Kasus):
- legere „lesen, das Lesen“ → ars legendī (Genitiv) „die Kunst des Lesens“
- docēre „lehren, das Lehren“ → docendō (Ablativ) discimus „durch (das) Lehren lernen wir“

### Beziehung zum Gerundivum
Das Gerundium entstand historisch aus dem substantivierten Neutrum des verbaladjektivischen Gerundivums (Gerundiv). Beispiel für die formale Herleitung des Gerundiums aus dem Gerundivum:
- Gerundivum (passivisches Verbaladjektiv auf -us, -a, -um mit den Endungen der o/a-Deklination): Das Neutrum Singular legendum „ein zu lesendes“ wird substantiviert zum Gerundium auf -i, -o, -um: legendī „des Lesens“, legendō „durch das Lesen“, ad legendum „zum Lesen“.

Gerundivum und Gerundium werden wegen des charakteristischen Bildungselementes auch adjektivische nd-Form (= Gerundivum) bzw. substantivische nd-Form (= Gerundium) genannt.

### Morphologie (Formenlehre)
Morphologisch wird das Gerundium, das formengleich mit dem Gerundivum ist, aus dem Präsensstamm des Verbes, dem Kennzeichen -nd- und den drei Endungen -ī, -ō, -um gebildet. Der Stammauslaut wird gekürzt (amāre „lieben“ > amăndi „des Liebens“), in der 3. und 4. Konjugation findet sich der Zwischenvokal e (audīre „hören“ > audĭĕndī „des Hörens“, capere „fangen“ > capiĕndī „des Fangens“).
- 1. Konjugation (ā-Konjugation): laudāre „loben, das Loben“ > laudandī „des Lobens“,
- 2. Konjugation (ē-Konjugation): dēlēre „zerstören, das Zerstören“ > dēlendī „des Zerstörens“,
- 3. Konjugation (konsonantische Konjugation): regere „leiten, das Leiten“ > regendī „des Leitens“,
- 3. Konjugation (gemischte- oder ĭ-Konjugation): capere „fangen, das Fangen“ > capiendī „des Fangens“.
- 4. Konjugation (ī-Konjugation): audīre „hören, das Hören“ > audiendī „des Hörens“

Die folgende Tabelle zeigt die Deklination des lateinischen Infinitivs des Verbs laudāre „loben“ im Nominativ und reinen Akkusativ sowie die Formen des Gerundiums im Genitiv, Dativ, Akkusativ (mit Präposition) und Ablativ (mit oder ohne Präposition).
| Kasus     | Form          | mögliche Übersetzung        |
| --------- | ------------- | --------------------------- |
| Nominativ | laudāre       | loben, das Loben            |
| Genitiv   | laudandī      | des Lobens                  |
| Dativ     | laudandō      | dem Loben                   |
| Akkusativ | laudāre       | loben, das Loben            |
| Akkusativ | ad laudandŭm  | zum Loben                   |
| Ablativ   | (in) laudandō | beim Loben, durch das Loben |

### Zur Syntax des Gerundiums
Das Gerundium dient zwar als Substantiv, hat aber zugleich auch Eigenschaften einer Verbalform: Die vom Gerundium abhängigen Ausdrücke können die Form eines direkten Objekts oder einer adverbialen Bestimmung haben (eben wie sonst bei Verben):
- Gerundium mit Akkusativ-Objekt:
  - Pompēium laudandō „durch das Loben des Pompeius / indem er Pompeius lobte“,
  - ōrātiōnem habendō „durch das Halten einer Rede“,
  - iniūriam ferendō „durch das Ertragen eines Unrechtes“.
- Gerundium mit Adverb:
  - diū ridendō „durch langes Lachen“,
  - fortiter bellandō „durch tapfere Kriegführung“,
  - Gútta cavát lapidém nōn ví, sed saépe cadéndō. „Der Tropfen höhlt den Stein nicht mit Kraft, sondern durch häufiges Fallen / Steter Tropfen höhlt den Stein.“

In der deutschen Übersetzung erscheinen die Adverbien (diū, fortiter, saepe) als Adjektive in Verbindung mit den substantivierten Infinitiven.
Das Gerundium (bzw. die ganze Gerundialkonstruktion) nimmt im Satz die Funktionen ein, die seine jeweilige Kasusform auch allgemein haben kann: Es kann als Attribut (Beifügung) von einem Substantiv abhängen, es kann in einem von Verben oder Präpositionen regierten Kasus stehen oder als adverbiale Bestimmung in einem Adverbialkasus. Der Akkusativ des Gerundiums (laudandum) steht nur nach Präpositionen wie ad, in, inter, ob (als Subjekt oder direktes Objekt eines Verbs steht hingegen die Infinitivform). Der Dativ ist wenig gebräuchlich. Der Ablativ steht entweder allein oder nach den Präpositionen in, ab, ex, dē, prō.
- Genitiv (Attribut):
  - ars vivendi „die Kunst des Lebens / Lebenskunst“,
  - facultās evadendi „die Möglichkeit des Entkommens / zu entkommen“,
  - evadendī causa „um zu entkommen / wegen des Entkommens“,

- Akkusativ wenn von einer Präposition regiert:
  - ad pugnandum parātus „kampfbereit“,

- Dativ („finaler Dativ“):
  - solvendō non esse „zahlungsunfähig sein“.

- Ablativ:
  - bellandō diripiendōque „durch das Führen eines Krieges und durch das Plündern“, „dadurch, dass sie Krieg führten und plünderten“,

Semantik: Ablativ als Adverbialkasus (instrumental/modal).
- in conficiendō „bei/während der Durchführung“

Ablativ von der temporalen Präposition in regiert.
Wie an den Übersetzungen der Beispiele zu sehen ist, bezeichnet das Gerundium lediglich die im Verb ausgedrückte Handlung, das Tun selbst (es ist ein nomen actionis – im Gegensatz zum verbaladjektivischen Gerundivum, das zusätzlich eine Notwendigkeit ausdrückt, wie in vir laudandus „ein zu lobender Mann, ein Mann, den man loben muss“).

## Moderne romanische Sprachen
Die romanischen Sprachen setzen als Tochtersprachen des Lateinischen den Ablativ (ohne oder mit Präposition) des lateinischen Gerundiums fort. Es bezeichnet durch den instrumentalen Ablativ die Begleitumstände, unter denen sich eine Handlung vollzieht. Docendo discimus: (Ablativ von dŏcēre „lehren“): „Durch das Lehren, dadurch, dass wir lehren, lernen wir.“
Die Formen der modernen romanischen Sprachen:
- Ausgangsform: lateinisch: cantando (Ablativ von căntāre „singen“, „durch das Singen“) >
- rumänisch: cântând,
- italienisch, sardisch, spanisch, portugiesisch: cantando,
- katalanisch: cantant,
- rätoromanisch: chantand (engadinisch) und cantond (surselvisch),
- französisch: chantant,
- okzitanisch: cantant.

### Französisch
Das französische Gerundium (le gérondif) gehört mit dem Partizip Präsens (Mittelwort der Gegenwart, le participe présent) zu den ant-Formen, vergleichbar den ing-Formen im Englischen.
Bei der Entwicklung vom Lateinischen zum Französischen sind Gerundium und Partizip Präsens lautlich zusammengefallen (cantando > chantant; cantantem > chantant). Deshalb entspricht das französische gérondif heute (auf der synchronen Ebene) formal dem participe présent (Partizip Präsens), dem die Präposition en  vorangestellt wird.
Beispiel:
- Il travaille en chantant. (wörtlich: „Er arbeitet im Singen“) „Er arbeitet und singt dabei“.

Ausgangsform zur Bildung des Gerundiums sowie des Partizip Präsens im modernen Französischen ist die 1. Person Plural des Präsens Indikativ (le présent de l’indicatif) eines Verbes.
Beispiele:
- chanter „singen“ > nous chantons „wir singen“ > (en) chantant „singend“.
- faire „machen“ > nous faisons „wir machen“ > (en) faisant „machend“.
- finir „beendigen“ > nous finissons „wir beendigen“ > (en) finissant „beendigend“.
- voir „sehen“ > nous voyons „wir sehen“ > (en)voyant „sehend“.

Unregelmäßige Bildungen haben drei Verben:
- être „sein“ > (en) étant „seiend“.
- avoir „haben“ > (en) ayant „habend“.
- savoir „wissen“ > (en) sachant „wissend“.

Das neufranzösische gérondif hat zwei Formen (les temps du gérondif):
- le gérondif présent (gewöhnlich gérondif genannt) zum Ausdruck der Gleichzeitigkeit in Bezug auf das Hauptverb: en chantant „singend, beim Singen“. Beispiel:  Il faisait toujours ses devoirs en chantant. „Er sang immer wenn er seine Hausaufgaben machte“ (beide Handlungen laufen gleichzeitig ab).
- le gérondif passé zum Ausdruck der Vorzeitigkeit in Bezug auf das Hauptverb: en ayant chanté „gesungen habend, als er gesungen hatte“. Diese Form gilt als schwerfällig und wird im modernen Sprachgebrauch vermieden.[10]

Das gérondif hat im heutigen Französisch eine temporale (zeitliche), konditionale (bedingende) oder modale (die Art und Weise betreffende) Bedeutung.
- temporal: En arrivant à la station de métro, Charles a rencontré un vieil ami. „Als Karl an der Metrostation ankam, traf er einen alten Freund.“ (Gleichzeitigkeit von zwei Ereignissen. Das gérondif steht hier für einen Temporalsatz). Quand Charles est arrivé à la station de métro … „Als Karl an der Metrostation ankam …“
- konditional: En lisant ce livre vous comprendrez bientôt le problème. „Wenn sie dieses Buch lesen, werden Sie bald das Problem verstehen.“ (Ausdruck einer Bedingung. Das gérondif steht hier für einen Konditionalsatz (Bedingungssatz)). Si vous lisez ce livre … „Wenn Sie dieses Buch lesen …“
- modal: En travaillant beaucoup, Jean a réussi à passer son examen. „Dadurch dass Hans viel arbeitete, gelang es ihm, sein Examen zu bestehen.“ „Durch hartes Arbeiten gelang es Hans sein Examen zu bestehen.“ (Das gérondif gibt hier die Art und Weise der Handlung wieder).

### Spanisch, Italienisch, Portugiesisch, Okzitanisch, Rumänisch
Bildung des Gerundiums:
- Spanisch: Anfügen von -ando / -iendo: cantar „singen“ > cantando, partir „abreisen“ > partiendo.
- Italienisch: Anfügen von -ando / -endo: cantare > cantando, partire > partendo.
- Portugiesisch: Anfügen von -ando / -endo / -indo: cantar > cantando, vender „verkaufen“ > vendendo, partir > partindo.
- Okzitanisch: Anfügen von -ant / -ent: cantare > cantant, legir „lesen“ > legissent, sentir  „fühlen“ > sentent.
- Rumänisch: Anfügen von -ând / ind: a lucra „arbeiten“ > lucrând, a merge, „gehen“ > mergând, a tăcea „schweigen“ > tăcând, a fugi „fliehen“ > fugind.

Zu den Aufgaben des Gerundiums zählt in einigen der genannten Sprachen die Realisierung des imperfektiven Aspektes, der eine Handlung als noch nicht abgeschlossen, gerade ablaufend darstellt.
Beispiele:
- Französisch: Le canal allait se perdant (André Gide). „Der Kanal verlor sich, der Kanal verschwand allmählich.“[12]
- Italienisch: Sto cantando. „Ich singe gerade.“ Il tempo va peggiorando. „Das Wetter wird schlechter.“
- Spanisch: Estaba cantando. „Ich sang gerade.“ Los precios van aumentando. „Die Preise steigen immer mehr.“
- Portugiesisch: Estou escrevendo uma carta. „Ich schreibe gerade einen Brief.“ Ela ainda está dormindo. „Sie schläft noch.“[13]

Das Gerundium dient auch der Verkürzung bzw. dem Ersetzen von adverbialen Nebensätzen, die im Deutschen mit bei, während, weil, indem, als, wenn, etc. eingeleitet werden.
Beispiele:
- Italienisch: Vedendola, la riconosceresti. „Wenn du sie sehen würdest (sähest), würdest du sie wiedererkennen“ (Konditionalsatz „Bedingungssatz“).
- Spanisch: Tomando el tren llegarás más pronto. „Wenn du den Zug nimmst, kommst du schneller hin.“ (Ausdruck des Mittels: wenn, dadurch dass, indem).
- Portugiesisch: Caminhando pela rua a vi. „Als ich auf der Straße ging, sah ich sie“ (Temporalsatz).
- Okzitanisch (Referenzokzitanisch[14]): Partiguèron de la fèsta en menant ambe eles tota la gaietat. „Sie verließen das Fest und nahmen dabei alle Fröhlichkeit mit.“
- Rumänisch:[15] Ajungând acasă, el se desbrăcă. „Zu Hause angekommen, nachdem er nach Hause kam, zog er sich aus.“

## Germanische Sprachen
Das Gerundium in den westgermanischen Sprachen war ein Verbalsubstantiv, das formal vom Infinitivstamm abwich, indem es mit /j/ gebildet wurde. Es kam im Genitiv, Dativ und Instrumental vor und stand damit in heteroklitischem Wechsel mit dem ohne /j/ gebildeten Infinitiv im Nominativ und Akkusativ. In den literarischen Sprachstufen ist das /j/ nur noch indirekt zu erkennen, indem es nämlich im Althochdeutschen zur Geminierung des /n/ (etwa westgermanisch nëmanja- zu althochdeutsch nëmanne) und im Altfriesischen zur Erhaltung des im Infinitiv geschwundenen Nasals geführt hat. Die Ursprünge dieser westgermanischen Neuerung, die im Ost- und Nordgermanischen unbekannt ist, sind nicht geklärt; formal handelt es sich um einen neutralen ja-Stamm. In den neugermanischen Sprachen hat sich das westgermanische Gerundium formal als nach der Infinitivpartikel zu beziehungsweise to stehende zweite Form des Infinitivs in allen friesischen und einer Reihe von hoch- und niederdeutschen Dialekten erhalten.
In der Altgermanistik sowie in der deutschen Dialektologie hat sich seit Jakob Grimm – trotz des Widerstands von Otto Behaghel, der den Terminus „flektierte Formen des Infinitivs“ propagierte – für diese (ursprünglich) flektierte Form des Infinitivs der Terminus „Gerundium“ oder „sogenanntes Gerundium“ eingebürgert.

### Englisch
Im Englischen wird in der traditionellen Grammatik der Terminus Gerundium (engl. gerund) für eine der sogenannten ing-Formen verwendet. In der modernen Sprachwissenschaft werden in manchen Darstellungen jedoch die aus der lateinischen Grammatik stammenden Termini durch andere ersetzt. In sprachgeschichtlicher Sicht setzt es nicht das Gerundium des Altenglischen fort.
Das Gerundium wird durch Anhängen von -ing an den Infinitiv gebildet: to read — reading, z. B. Reading is fun „Lesen macht Spaß“.
Obwohl das gerund heute formgleich mit dem present participle (Partizip Präsens „Mittelwort der Gegenwart“) ist, sind Syntax und Semantik verschieden.
Beispiele:
- Climbing is dangerous. Klettern ist gefährlich.
- Swimming is easy. Schwimmen ist leicht.
- Climbing is good. Klettern ist gut.
- I stopped smoking. Ich habe mit dem Rauchen aufgehört.

Darüber hinaus kann das Gerundium nach Präpositionen stehen und hat somit die syntaktische Funktion eines präpositionalen Objektes:
- He is proud of working at this company.
- We should focus on making a new plan.
- This product is good for cleaning windows.

Die Bildung eines Gerundiums kann Hilfsverben mit einschließen:
- Having worked at this company helps me to understand business processes much better.
- Being accepted by my colleagues is so important to me to survive in this job.
- Having been accepted by my colleagues still fills me with pride. (Now I am retired.)

Dies gilt auch für die Funktion als (präpositionales) Objekt:
- He is proud of working at this company.
- He is proud of having worked at this company. (Now he is retired.)
- He is proud of having been working at this company for more than twenty years.
- He is proud of being accepted and respected by his colleagues.
- He is proud of having been accepted and respected by his colleagues. (Now he is retired.)

Nach einer Reihe von Verben, z. B.
admit, advise, anticipate, avoid, consider, delay, deny, discuss, enjoy, finish, give up, go on, imagine, keep, miss, postpone, practice, recall, recommend, regret, resist, resume, risk, stop, suggest, tolerate, try und understand steht das Gerundium als Objekt.
Das Gerundium steht manchmal in Konkurrenz zum Infinitiv. Dabei kann es zu Bedeutungsunterschieden kommen.
- He stopped to read the announcement. „Er blieb stehen, um die Ankündigung zu lesen.“
- He stopped reading the announcement. „Er hörte auf die Ankündigung zu lesen.“
- She tried to learn French. „Sie versuchte Französisch zu lernen.“
- Finding Russian too difficult she tried learning French. „Da sie Russisch zu schwer fand, versuchte sie es mal mit Französisch.“

### Deutsch
In der neuhochdeutschen Grammatik wird die Bezeichnung Gerundium nicht verwendet, weil es in der modernen deutschen Sprache kein Gerundium im eigentlichen Sinne mehr gibt. In der deutschen Dialektologie wird der Begriff allerdings auf Formen angewandt, die auf das alt- und mittelhochdeutsche Gerundium zurückgehen.
Im älteren Deutsch folgt eine flektierte (deklinierte) Form des Infinitivs hauptsächlich nach der Präposition zu (zi, ze, zuo, z), aber auch im Genitiv und (nur noch im Althochdeutschen) im Instrumental.
- althochdeutsch: nëman – zi nëmanne ‚nehmen – zu nehmen‘ (starkes Verb), zellen – zi zellenne ‚(er)zählen – zu (er)zählen‘ (schwaches Verb I. Klasse), salbōn – zi salbōnne ‚salben – zu salben‘ (schwaches Verb II. Klasse), habēn – zi habēnne ‚haben – zu haben‘ (schwaches Verb III. Klasse). Vereinzelt tritt neben -enne usw. auch -ende usw. oder aber eine mit dem Infinitiv gleichlautende Form auf.[18]
- mittelhochdeutsch: nëmen – ze nëmen(n)e / ze nëmende; zellen – ze zellen(n)e / ze zellende; salben – ze salben(n)e / ze salbende; haben – ze haben(n)e / ze habende. Die Variante -ende, die sich zunehmend durchsetzt, wird als Einwirkung des Partizip Präsens erklärt.[19]
- frühneuhochdeutsch: nëmen – ze nëmen(n)e / ze nëmend(e); zellen – ze zellen(n)e / ze zellend(e); salben – ze salben(n)e / ze salbend(e); haben – ze haben(n)e / ze habend(e). Die Formen auf -en(n)e finden sich im Südalemannischen, diejenigen auf -ende haben einen Schwerpunkt am Oberrhein, und -end, -ent gilt als Schwäbisch. Vom 14. bis zum 15. Jahrhundert zeichnet sich ein deutlicher Rückgang im Gebrauch bis hin zum gänzlichen Verschwinden im bairischen und mittelfränkischen Sprachraum ab; nach 1500 schlägt sich das Gerundium nur noch selten in schriftlichen Texten nieder.[20]

Ein formales Nachleben hat dieses Gerundium einerseits in den ostalemannischen und, mancherorts auf Einzelverben beschränkt, einigen südalemannischen, bairischen und fränkischen Dialekten sowie anderseits in einigen Dialekten des Westfälischen, Ostfälischen und Brandenburgischen. In diesen Mundarten kann nach dem zur Partikel gewordenen ze, z eine besondere Form des Infinitivs (ein „Infinitiv II“) auftreten.
- rezente alemannische Dialekte: In der Osthälfte der Alemannia von Schwaben im Norden bis in die Nordostschweiz und das nördliche Vorarlberg im Süden wird jedes Verb regulär nach der Infinitivpartikel z(e) mit einer vom Infinitiv abweichenden Form gebildet. Normalverben erhalten die Endung -id oder -ed (entstanden aus dem mhd. -ende), beispielsweise ässe – z ässid ‚essen – zu essen‘, mache – z machid ‚machen – zu machen‘; Kurzverben erhalten zumeist die Endung -nd und lauten in vielen Dialekten den Stammvokal um, beispielsweise tue – z tüend, z tönd, z tond u. ä. ‚zu tun‘, gaa/goo – z gänd, z gönd u. ä. ‚gehen – zu gehen‘, nää – z nänd ‚nehmen – zu nehmen‘. Auf Einzelverben beschränkt kommt das Gerundium auch in weiteren südalemannischen Mundarten vor, so tue – z tüe ‚tun – zu tun‘ im Raum Bern–Freiburg–westliches Luzernbiet.[22]
- rezente südniederdeutsche Dialekte: Beispielsweise im Waldeckischen und im Südmärkischen stehen sich für standarddeutsch ‚machen – zu machen‘ die Infinitive maken – to makene gegenüber.[23]

Kein historisches Gerundium und damit ein anderer sprachgeschichtlicher Hintergrund liegt in den rezenten osthessischen, ostfränkischen und thüringischen Dialekten vor, wo es ebenfalls zwei verschiedene Infinitive gibt.

### Niederländisch
Wie gewisse niederdeutsche Mundarten kennen auch einige in den Niederlanden und in Belgien gesprochene niederfränkische Dialekte teils nur bei Kurzverben, teils auch bei Langverben zwei verschiedene Infinitive, deren einer das altniederfränkische Gerundium fortsetzt. Aus dem gelderländischen Achterhoek und dem seeländischen Goeree sind Formen wie te drinkene ‚zu trinken‘, te dorsene ‚zu dreschen‘ bezeugt, aus West- und Ostflandern solche wie te ziene ‚zu sehen‘.

### Friesisch
Altfriesisch kannte ein Gerundium auf -ane oder -ande, etwa siunga ‚singen‘, to siungan(d)e ‚zu singen‘. Dieses Gerundium ist der Form nach in allen gegenwärtigen friesischen Sprachen als „n-Infinitiv“ oder „Infinitiv II“ (west- und nordfriesisch beispielsweise sjongen) erhalten, der neben dem „e-“ bzw. „⊘-Infinitiv“ oder „Infinitiv I“ (beispielsweise westfriesisch sjonge, inselnordfriesisch sjong) steht. Formal ist er im Laufe der Sprachgeschichte allerdings mit dem Partizip Perfekt zusammengefallen, das auf altfriesisch -ande (etwa siungande ‚singend‘) zurückgeht und heute funktional ebenfalls im „Infinitiv II“ weiterlebt.
In westfriesisch in ferske te sjongen, saterfriesisch en Läid tou sjungen oder im nordfriesischen Idiom von Föhr en Liitje tu sjongen ‚ein Lied zu singen‘ setzt sjongen/sjungen das altfriesische Gerundium to siungan(d)e fort. Dem westfriesischen ik hear har sjongen, saterfriesischen ik heere hier sjungen und nordfriesischen ik hiar ham sjongen ‚ich höre sie singen‘ dagegen liegt das altfriesische Partizip Perfekt siungande zugrunde, ebenfalls in Fällen wie westfriesisch hy bliuw dea lizzen, saterfriesisch  hi bleeu dood bilääsen und nordfriesisch hi bleew duad leien ‚er blieb tot liegen‘ oder westfriesisch hy komt oanrinnen, saterfriesisch hi kumt ounloopen und nordfriesisch hi komt uunluupen ‚er kommt (an)gelaufen‘.

## Slawische Sprachen
Die slawischen Sprachen kennen, morphologisch betrachtet, kein Gerundium im eigentlichen Sinne.
Allerdings nehmen hier die Adverbialpartizipien vergleichbare Funktionen wahr (und werden daher auch in manchen Grammatiken als Gerundium bezeichnet). Insbesondere dienen sie der Bildung von Adverbialen, wie es auch im Englischen und den romanischen Sprachen der Fall ist:
- russisch: Она написала письмо, напевая песню. „Sie schrieb einen Brief und sang dabei ein Lied“ bzw. „Sie schrieb einen Brief, wobei sie ein Lied sang“ (wörtl. ein Lied vorsingend).
- polnisch: Czytając gazetę, słuchałem muzyki. „Während ich Zeitung las, hörte ich Musik.“

vgl.:
- italienisch: Scrisse una lettera, cantando una canzone.
- englisch: Singing a song she wrote a letter.

## Litauisch
Im Litauischen werden vier Verbaladverbien als Gerundien (padalyvis) oder Quasipartizipien und eines als Halbpartizip (pusdalyvis) bezeichnet:
| Zeitform                 | Suffix     |
| ------------------------ | ---------- |
| Gegenwart                | -ant, -int |
| Zukunft                  | -siant     |
| einmalige Vergangenheit  | -us        |
| mehrmalige Vergangenheit | -davus     |
| Halbpartizip             | -damas     |

Die litauischen Gerundien sind sprachhistorisch mit den lateinischen Gerundien verwandt, werden aber ähnlich wie in den slawischen Sprachen zur Bildung adverbialer Nebensätze verwendet. Dies wurde in der Arealtypologie als ein Indiz für das Vorliegen eines durch Sprachkontakt entstandenen Sprachbundes gewertet.
Die Gerundien der Gegenwart und der einmaligen Vergangenheit werden, ähnlich den lateinischen Gerundien, häufig für adverbiale Begleitsätze gebraucht (sogenannte adverbiale Gerundien):
- Auštant išėjau. „Als es tagte, ging ich fort.“ (Gleichzeitigkeit)
- Man išėjus aušo. „Nachdem ich fortgegangen war, tagte es.“ (Vorzeitigkeit)
- Laikui bėgant Jonas viską užmiršo. „Im Laufe der Zeit hat Jan alles vergessen“ (wörtlich: „Der Zeit laufend...“)

Das logische Subjekt bei der Gerundium-Konstruktion steht wie im Altkirchenslawischen im Dativ (dativus absolutus). Dabei ist das Subjekt des Begleitsatzes in der Gerundialkonstruktion nie mit dem Subjekt des Hauptsatzes identisch, andernfalls wird das Halbpartizip gebraucht.
- Jis išėjo dainuodamas. „Er ging singend fort.“

Außerdem können alle Gerundien als attributive Gerundien gebraucht werden. Sie lassen sich dann häufig mit dem Infinitiv, einem Partizip oder dem Konjunktiv I ins Deutsche übersetzen:
- Moteris pamatė vyrą ateinant. „Die Frau sah ihren/einen Mann näherkommen.“ (Andere Übersetzung: „Die Frau sah, dass ein Mann sich näherte.“ → Gleichzeitigkeit)
- Radau visus sumigus. „Ich fand alle eingeschlafen.“ („Ich fand, dass alle eingeschlafen waren.“ → Vorzeitigkeit)
- Girdėjau jį priilsdavus tenai. „Ich hörte, er habe sich dort auszuruhen gepflegt.“ (Vorzeitigkeit, wiederholte Handlung)
- Sako ir tavo bernelį netrukus atjosiant. „Er sagte, auch dein Bursche werde bald herbeigeritten kommen.“ (Zukunft)

## Turksprachen
In der Turkologie (und davon ausgehend auch in anderen Teildisziplinen der sog. Altaistik) wird der Terminus Gerundium für eine Reihe von adverbial gebrauchten Verbableitungen gebraucht (d. h. Konverben).